# آپالاگودا
آپالاگودا (به لاتین: Appallagoda) یک منطقهٔ مسکونی در سری‌لانکا است که در استان مرکزی (سری‌لانکا) واقع شده‌است.